# ستيفان جاغر
ستيفان جاغر (بالرومانية: Ștefan Jäger)‏ هو رسام روماني، ولد في 28 مايو 1877 في Cenei ‏ في رومانيا، وتوفي في 16 مارس 1962 في Jimbolia ‏ في رومانيا.